# Шеттима, Кашим
Кашим Шеттима Мустафа (англ. Kashim Shettima Mustapha; род. 2 сентября 1966, Майдугури) — нигерийский государственный и правительственный деятель. Вице-президент Нигерии с 29 мая 2023 года. Занимал должность сенатора от Центрального Борно с 2019 года. Ранее занимал пост губернатора штата Борно с 2011 по 2019 год.
Окончил Университет Майдугури и Ибаданский университет. После окончания школы занялся бизнесом и банковским делом, в конечном итоге дослужившись до высокопоставленных руководящих должностей в банках. К середине 2000-х годов был менеджером офиса Zenith Bank в Майдугури, прежде чем покинуть эту должность и войти в состав правительства губернатора штата Борно Али Моду Шериффа в 2007 году. После четырёх лет работы в правительстве был избран губернатором в 2011 году и переизбран в 2015 году. Во время пребывания в должности в штате шли бои с исламистскими повстанцами из «Боко харам». Позже был избран в сенат Нигерии. Несмотря на то, что в 2023 году был повторно выдвинут в сенат, отказался баллотироваться и стал кандидатом в вице-президенты страны. Кака-Шеху Лаван заменил его в качестве кандидата в сенат страны.

## Биография
С 1993 по 1997 год работал в Коммерческом банке Африки экономистом по сельскому хозяйству в его офисе в Икедже, штат Лагос. Затем стал заместителем управляющего и управляющим филиалом African International Bank Limited в штате Кадуне (с 1997 по 2001 год). В 2001 году был назначен заместителем управляющего/руководителем отделения банка Zenith Bank в Майдугури, а пять лет спустя стал генеральным директором. В середине 2007 года был назначен уполномоченным министерства финансов и экономического развития штата Борно. Позже стал уполномоченным в министерствах по делам местного самоуправления и вождей, образования, сельского хозяйства, а затем здравоохранения при своем предшественнике на посту губернатора Борно Али Моду Шерифа.
С 2007 по 2011 год занимал должность уполномоченного в 5 министерствах. На праймериз в январе 2011 года инженер Моду Фаннами Губио был выбран кандидатом на должность губернатора. Однако, позже Моду Губио был застрелен боевиками и Кашим Шеттима был выбран кандидатом на вторых предварительных выборах в феврале 2011 года. На выборах 26 апреля 2011 года одержал победу, набрав 531 147 голосов избирателей, а кандидат от «Народно-демократической партии» Мухаммед Гони набрал 450 140 голосов.
В феврале 2019 года был избран сенатором от Центрального Борно, сменив на должности сенатора Бабакаку Башира.

## Кампания 2023 года
«Всеобщий прогрессивный конгресс» выдвинул кандидатуру Бола Тинубу в президенты, а Кашима Шеттиму кандидатом в вице-президенты на всеобщих выборах 2023 года.

## Вице-президент (2023 — н.в.)
1 марта 2023 года Независимая национальная избирательная комиссия Нигерии объявила Бола Тинубу победителем президентских выборов. Таким образом, Шеттима стал избранным вице-президентом Нигерии.
Шеттима вступил в должность после принесения присяги 29 мая 2023 года на площади Игл-сквер в Абудже. Ожидается, что в качестве вице-президента Федеративной Республики Нигерия он будет курировать вопросы экономического развития, а также давать рекомендации президенту, который принимает окончательное решение.

## Награды
- Нигерия:
  - Великий Командор Ордена Нигера (GCON) (25 мая 2023)